# Love (岩崎宏美のアルバム)
『Love』（ラブ）は、岩崎宏美の28枚目のオリジナル・アルバム。2013年6月19日発売。発売元はインペリアルレコード。企画品番は、TECI-1363(初回限定盤)/ TEICI-1365(通常盤)。

## 解説
- 帯コピー：岩崎宏美4年ぶりのオリジナルアルバム「Love」には、自信が作詞した表題曲「Love」を始め、さだまさし、大江千里、斎藤誠、渡辺真知子、光田健一、中村中、川江美奈子他アーティストや作家のみなさんに書き下ろしていただいた、さまざまな「愛」の歌が、全１１曲収められています。岩崎宏美が歌う大人のラブソング集、どうぞお楽しみください。揖保乃糸ＴＶＣＭソング「時の針」収録
- 64枚目のシングル「あなたへ〜いつまでも いつでも〜」「糸遊」の両曲を収録。ただし、「あなたへ 〜いつまでも いつでも〜」は新録音バージョンでの収録。
- 中村中の提供曲「時の針」はアルバム発売から約4か月後の10月9日にシングルカットされた。
- 初回限定盤は、岩崎自身がラジオＤＪ形式で紹介する特典ＣＤ『「Ｌｏｖｅ」ｏｎ ｔｈｅ Ｒａｄｉｏ』を含む2枚組で発売された。

## 収録曲

### オリジナル盤
1. タペストリー
  - 作詞・作曲：川江美奈子、編曲：塚崎陽平
2. 抱きしめてよ、ミラクル Duet with 斎藤誠
  - 作詞・作曲・編曲：斎藤誠
3. Love
  - 作詞：岩崎宏美、作曲・編曲：上杉洋史
4. プロポーズのとき
  - 作詞・作曲・編曲：光田健一

のちに65枚目のシングルのカップリングとして、シングルカットされる。
5. 時の針
  - 作詞・作曲：中村中、編曲：坂本昌之

揖保乃糸TVCM曲。のちに65枚目のシングルとして、リリースされる。
6. ベリー
  - 作詞・作曲・編曲：大江千里
7. 明日、笑顔で
  - 作詞・作曲：田村武也、編曲：坂本昌之
8. 糸遊
  - 作詞・作曲：さだまさし、編曲：上杉洋史

64枚目のシングル。
9. ケセラ 〜愛のためのいくつかの法則〜
  - 作詞：さだまさし、作曲：木村誠、編曲：川嶋フトシ
10. あなたにだから Duet with 渡辺真知子
  - 作詞・作曲：渡辺真知子、編曲：上杉洋史
11. あなたへ 〜いつまでも いつでも〜 New Vocal Edition
  - 作詞・作曲：さだまさし、編曲：上杉洋史

64枚目のシングル。新録音バージョンでの収録。

### 初回限定版
Disk1はオリジナル版と同じ
Disk2
1. Love（MCつき）
2. 時の針（MCつき）
3. プロポーズのとき（MCつき）
4. タペストリー（MCつき）
5. ベリー（MCつき）
6. 抱きしめてよ、ミラクル（MCつき）
7. あなたにだから（MCつき）
8. あなたへ 〜いつまでも いつでも〜（MCつき）
9. Ending（MCつき）

## スタッフ
『Love』のライナ・ノーツより
- Performed 岩崎宏美
- Produced ＆ Directed by 湯田淳一
- Recorded ＆ Mixed by 天堂淳 (Except「ベリー」)
- Assisted by 込山拓哉、北吉泰輔、井澤渓、粕谷尚平、青田崇
- Musician Coordinated by 関谷典子
- Mastered by 塚崎謙一朗
- Art Direction ＆ Desin : 篠田直樹
- Photographer : 武藤義
- Stylist : えなみ眞理子
- Hair & Make-up : 天野広子
- Promotion Planning : 神谷顕太郎
- Sales Promotion Planning : 田中宏幸、吉田亮
- A&R Desk : 今村知乃、塩田なおこ
- Supervisor : 大江敏雄
- CEO : 今拓哉
- Artist Manager : 鈴木洋、久保田敬博
- Management Dest : 堀井幸子
- 【特典CD「Love」on the Radio】 Director : 土田博之
- 【特典CD「Love」on the Radio】 制作協力 : （株）ジャパンエフエムネットワーク
- Thanks to 飯田久彦、さだまさし、佐田繁理、山下純二、八野行恭、廣田康永、鈴木千鶴、荒井成実、小杉健太朗、堀野隆敏、瀬上健、沢野茜、安井二奈、KAZZ、金塚陽一
- My sweet dogs THOMAS & RICE
- I love you always 元気 & 勇気 with bunch of kisses and big hug.
- Dedicated to VERRY